# 하나로 원자로
하나로(HANARO)는 1995년 대한민국에서 자력으로 설계 건조, 운영중인 연구용 다목적 원자로이다. 한국원자력연구원에서 운영하고 있으며, 중성자를 이용한 기초과학 연구와 첨단 신소재 개발, 핵연료 및 원자로 재료 개발, 의료용 및 산업용 방사성 동위 원소 생산 및 이용 연구, 중성자 도핑을 통한 고품질 반도체 생산, 방사화 분석을 이용한 재료의 극미량 분석 등에 활용하고 있다.

## 연혁
1985년부터 계획하여 1995년에 건설되었으며, 2004년에는 설계출력인 30 MWth에 도달하였다. 1995년 초기임계에 도달하였을 당시에는 원자로 본체만을 갖추고 운전하였으나, 추가로 실험설비를 설치하였다.
- 1959년 7월: 대한민국 최초 원자로 TRIGA Mark-Ⅱ 기공 (서울)
- 1962년 3월: TRIGA Mark-Ⅱ 첫 임계 도달 및 가동 (100kW) 시작
- 1969년 4월: TRIGA Mark-Ⅲ 기공(서울)
- 1969년 6월: TRIGA Mark-Ⅱ 출력 증강 (100kW→250kW)
- 1972년 4월: TRIGA Mark-Ⅲ 첫 임계 도달 및 가동 (2MW) 시작
- 1982년 12월: 교육용 원자로 AGN 201 도입 및 가동 (0.1W, 경희대 국제캠퍼스)
- 1983년 12월: 다목적연구로 건설 타당성 조사 및 평가
- 1985년 5월: 경제기획원 다목적연구로 사업 검토 및 추인
- 1987년 12월: 원자력위원회, 건설운영 허가 의결
- 1989년 3월: 다목적연구로 기공
- 1993년 8월: 다목적연구로 원자로 본체 설치 착수
- 1994년 8월: 다목적연구로 명칭 "하나로"로 결정
- 1995년 2월 2일: 하나로 핵연료 장전
- 1995년 2월 8일: 하나로 첫 임계 도달
- 1995년 4월 7일: 하나로 준공식
- 1995년 5월 ~ 12월: 하나로 성능시험
- 1996년 1월: 하나로 출력 운전 시작
- 1996년 6월: TRIGA Mark-Ⅱ 휴지 및 폐지
- 1998년 7월: TRIGA Mark-Ⅲ 휴지 및 폐지
- 2004년 12월: 하나로 30MW 운전 시작
- 2007년 4월: 하나로 Fuel test Loop 설치 완료
- 2008년 4월 28일: 하나로가동 2000일 달성
- 2009년 8월: 하나로 Cold Neutron Source 설치 완료

## 규격
- 노형 : 개방수조형
- 열출력 : 30 [MWth]
- 최대 열중성자속 : 5 X 10¹⁴n/cm²/sec
- 핵연료 : 19.75% U-235 저농축 우라늄, U3Si-Al 심재, Al 피복재, 36봉 및 18봉 핵연료 집합체
- 냉각재/감속재/반사체 : 경수/중수·경수/중수
- 노심 냉각 : 상향 강제순환식
- 제어봉/정지봉 : 하프늄

## 특징
대전광역시 유성구 대덕대로989번길 111 한국원자력연구원 터 안에 있으며, 발전용 원자로와 달리 저온(45°C), 대기압(1기압)에서 운전하며, 318톤의 물로 채워진 수조 12미터 아래에 있다.
처음에는 한국다목적연구로(KMRR)라 불렸지만 ‘하나밖에 없는 연구용 원자로’라는 의미에서 하나로(HANARO)로 명명되었다. 하나로는 가동 이후 점진적으로 시설과 성능을 보강하여, 여러 가지 연구 시설을 추가로 설치했다. 1997년 방사성동위원소 생산시설을 가동했으며, 2004년에는 열출력을 30MW로 향상시켜 운전을 하고 있다. 2010년에는 냉중성자연구시설과 원자력발전소의 핵연료 성능을 종합적으로 검증할 수 있는 핵연료 노내조사시험설비 구축 등  다목적 연구로의 모습을 갖추어, 현재는 세계에서 가장 연구개발이 활발한 연구용 원자로로 평가 받고 있다.
하나로는 원자력발전소나 연구용 원자로에 사용되는 재료 및 핵연료를 시험하고 중성자를 생산해 산업·환경·우주·의학·농학·약학·생명·고고학 등 다양한 분야의 연구를 진행한다. 산업분야에서는 중성자를 이용한 비파괴검사로 배관이나 항공기의 날개, 선박용 강판 등 물질의 내부구조를 들여다보고 미세한 결함까지도 찾아내 성능개선에 기여하고 있다. 또한 하나로에서 생산된 중성자는 수소 거동을 보는 데 장점이 있어, 수소 연료전지 개발에도 활용되고 있다. 의료용으로는 갑상선암 치료에 쓰이는 I(요오드-131) 등 질병의 진단과 치료에 사용되는 의료용 방사성동위원소 생산에도 기여한다.
하나로의 설계·건조 및 운영으로 우리나라 연구용 원자로의 기술은 한 단계 진전되었으며, 이를 기반으로 우리나라 최초로 연구용 원자로를 2009년 요르단에 수출할 수 있게 되었다.
[활용 분야]
○ 기초 과학 (물리, 화학, 생명, 지구/우주)
○ 산업적 활용 (신소재, 첨단 부품 개발)
○ 원자력 재료 연구 (원자력 구조재, 핵연료 등)
○ 동위원소 생산 (의료, 산업용) 및방사성의약품 생산
○ 미량원소 및 문화재 분석, 대전력 반도체 생산 등
[이용 실적]
○ 이용자 수: 연간 평균 85개 기관, 710명 (2011~2013)
○ 동위원소 생산: 비파괴 검사용 Ir-192 생산 : 국내수요의 95% 이상/ 의료용 I-131 생산 : 국내 수요의 70%
○ 중성자 도핑을 이용한 반도체 생산 :세계 생산량의 20% (2012년)
○ 미량원소 분석: 연간 약 2,000 시료
○ 핵연료 조사시험: 이중냉각핵연료, 신형경수로핵연료, U-Mo 핵연료 등
하나로에서는 냉중성자와 열중성자를 이용한 실험을 진행할 수 있다.
1.[열중성자 실험시설]
[시설개요]
○ 구축기간 : 1993년 ~ 2005년
○ 하나로의 열중성자를 활용하는 중성자산란 장치들로 구성된 시설
○ 7개의 수평 빔튜브에 중성자를 이용하는 장치 설치
[활용 분야]
○ 기초과학(물리, 화학, 생명, 지구·우주) 연구,
○ 산업 활용(신소재·첨단부품개발 및 대전력반도체 소자 생산)
○ 원자력안전(재료·핵연료), 의료·산업용 동위원소 생산
[열중성자빔 이용 장치]
중성자잔류응력장치(RSI Residual Stress Instrument)
고분해능분말회절장치(HRPD High Resolution Powder Diffractometer)
중성자4축회절장치(FCD Four-Circle Neutron Diffratometer)
중성자영상장치(NRF Neutron Radiography Facility)
노외 중성자조사시설(ENF Ex-core Neutron irradiation Facility)
2. [냉중성자 실험시설 (CNRF, Cold NeutronResearch Facility)]
[시설 개요]
○ 구축기간: 2005년~2010년
○ 하나로의 냉중성자를 활용하는 중성자산란 장치들로 구성된 시설
○ 장파장 중성자를 이용한 nm 영역의 구조 및 동역학 연구에 독보적인 능력을 보유한 국가 핵심 연구기반시설
[활용 분야]
○ 나노 구조 물질의 구조 및 저에너지 동역학 기초과학 연구
○ 전자부품, 컴퓨터 칩, 평판 디스플레이 개발 활용 나노 소재원천기술 개발
○ 난치병 치료용 약물전달 물질 개발
○ 나노 바이오 구조 분석을 위한 첨단 분석기술 개발
[냉중성자빔 이용 장치]
40m 중성자소각산란장치(40M-SANS 40m Small Angle Neutron Scattering Instrument)
18m 중성자소각산란장치(18M-SANS 18m Small Angle Neutron Scattering Instrument)
극소각중성자소각산란장치(KIST-USANS KIST Ultra-Small AngleNeutron Scattering)
디스크쵸퍼비행시간분광장치(DC-TOF Disk Chopper Time-of-Flight Spectrometer)
냉중성자 삼축분광장치(Cold-TAS Cold Neutron Triple-Axis Spectrometer)
수직형중성자반사율측정장치(REF-V Vertical Neutron Reflectometer)
생체계면반사율측정장치(Bio-REF Bio-Reflectormeter)
유도관테스트스테이션 (G-TS Guide Test Station)

## 같이 보기
- 한국원자력연구원
- 연구용 원자로